# C/2012 A1 (PANSTARRS)
C/2012 A1 (PANSTARRS) — одна з гіперболічних комет. Ця комета була відкрита 2 січня 2012 року; вона мала 20.5m на час відкриття.